# أنطوان رعد
أنطوان رعد (1940) شاعر لبناني. ولد في بزيزا من قضاء الكورة. درس في معهد الرسل في جونية، ثم التحق بالجامعة اللبنانية، ودرس الأدب العربي فيها، وتخرّج حاملًا الإجازة سنة 1963. عمل مدرّسًا، وانتُخب عضًوا في نقابة المعلمين 1969، ثم أمينًا عامًا لنقابة المعلمين 1973، ثم نقيبًا للمعلّمين من 1975 حتى 1992. له مجموعات شعرية عديدة، وبرز في الشعر الأطفال أيضًا. 

## سيرته
ولد أنطوان رعد سنة 1940 في بزيزا الكورة ونشأ بها. تلقى دراسته الثانوية في معهد الرسل في جونية، ثم التحق بالجامعة اللبنانية وتخرج فيها بإجازة في اللغة العربية وآدابها سنة 1963.

اشتغل بالتدريس الأدب العربي في معهد الرسل بجونية، وفي مدرسة كرمل القديس يوسف ببيروت، وفي البعثة العلمانية الفرنسية ببيروت. انتخب عضوا في نقابة المعلمين 1969، ثم أمينا عاما للنقابة 1973، ثم نقيبا للمعلمين منذ عام 1975 وحتى 1992.ثم عينًا رئيسًا للنَّادي العربيِّ في بريطانيا 1999-2000.

## مؤلفاته
من دواوينه الشعرية:
- «مع الملاك الشيطان»، 1959
- «خصلة شعر»، 1960
- «أبدًا في رحلة»، 1962
- «تاجر الرّماد»، 1964
- «بطاقة دعوة إلى سجن ما»، 1977
- «مواويل لبنانية لحبيب اسمه العراق»، 1989
- «وشم على الريح»، 1995
- «مرايا حواء»، 2015

من مجموعات الشعرية للأطفال:
- «ارسم فوق اللوح الأخضر»، 1993
- «سلّة الطفولة»، 1991
- «مهرجان الربيع»، 1991
- «دورة الفصول»، 1991
- «عرس الفراشات»، 1991
- «شَيطنات بريئة»، 2011

## وصلات خارجية
- في موقع الأرشيف المجلات